# コシノカンアオイ
コシノカンアオイ（越の寒葵、学名: Asarum megacalyx）は、ウマノスズクサ科カンアオイ属の常緑の多年草。

## 特徴
根茎は暗紫色をし、短いが太く、地上を匍匐する。根茎の節間はふつう短くつまるが、ときに節間が伸びて1.5cmに達するものもある。茎先から葉柄が出て、葉柄は長く20cmに達することもあり、ふつう暗紫色になる。葉質はやや厚く、葉身は卵状広楕円形または卵状ほこ形で、長さ9-12cm、幅6-8cmになり、先端は鋭頭、基部は心形になる。葉の表面は暗緑色で光沢は無く、斑紋があるものと無いものがあり、短毛が散生し、裏面は淡色で毛は無く、葉脈が紫色を帯びる。
花期は3-5月。茎先に全体が暗紫色または淡紫色の花を1個つける。花に花弁は無く、萼裂片が花弁状になる。萼筒は太く大きな筒状で、萼筒上部がくびれることはなく、長さ15-20mm、径14-24mmになる。萼筒内壁には格子状に隆起した襞があり、9-15個の縦襞と約7個の横襞がある。萼裂片は広卵形で、質が厚く無毛で、長さ約12mm、幅約14mmになり、平開し、表面はなめらかである。雄蕊は暗紫色で12個あり、子房壁に短い花糸で内外2輪につき、葯は外側を向く。子房は上位で萼筒内で高く盛り上がる。花柱は6個あり、それぞれが合着しないで直立し、背部が伸びて長い角状になって萼筒の入口付近まで達する。柱頭は楕円形になり、花柱の角状突起の外側に側生する。
ギフチョウの幼虫の食草となっている。

## 分布と生育環境
日本固有種。本州の日本海側、秋田県南部、山形県、新潟県、福島県西部、長野県北部に分布し、低地から山地のおもに落葉広葉樹林の林下に生育する。日本海側多雪地帯に適応した種である。
前川由己（1988）は、新潟県ではすでに知られていた本種とまだ正式に発表されていなかったユキグニカンアオイの地理的分布を調べた。その結果、新潟県中越地方においては、フォッサマグナの東縁である新発田小出構造線の西側には、本種が分布し、その東側にはユキグニカンアオイが分布している、としている。

## 名前の由来
和名コシノカンアオイは、「越の寒葵」の意で、発見地が新潟県（越後国）であることから、「越」のカンアオイの意味。
種小名（種形容語） megacalyx は、「大きな萼の」の意味。

## ギャラリー
- 葉の表面は暗緑色で光沢が無く、短毛が散生する。斑紋があるものと無いものがある。
- 葉の裏面は淡色で無毛、葉脈が紫色を帯びる。
- 萼裂片は暗紫色で、中心部に雌蕊、その周辺部に雄蕊が見える。
- 萼筒内壁には格子状に隆起した襞がある。
- 萼筒は筒状で上部がくびれることはない。

## 保全状況評価
- 準絶滅危惧（NT）（環境省レッドリスト）